# Pinacoteca civica Francesco Podesti
La Pinacoteca civica "Francesco Podesti" di Ancona è sorta nel 1884 e la sua istituzione è dovuta soprattutto al fervido interessamento del pittore anconetano Francesco Podesti, al quale la raccolta d'arte è stata ben presto dedicata. Raccoglie alcuni dipinti di valore universale per la storia dell'arte italiana e altri di grande interesse per la comprensione della pittura nelle Marche dal XIV al XIX secolo.
La pinacoteca, nonostante la sua importanza, è stata chiusa dal 2011 al 2015 per lavori di ampliamento e ristrutturazione ed è stata riaperta, solo parzialmente, nel giugno del 2016; la riapertura parziale permise comunque, per sette anni, di ammirare i dipinti più notevoli.
Nell'ottobre del 2023 la pinacoteca fu nuovamente chiusa al pubblico per consentire il completamento della ristrutturazione. I nuovi lavori permetteranno di ampliare notevolmente gli spazi della raccolta e di completare il percorso espositivo. La conclusione del cantiere era prevista nell'ottobre del 2024, ma i lavori sono ancora in corso e la riapertura è stata annunciata per l'autunno del 2025.

## Storia
Il nucleo originario delle collezioni è costituito dalle opere degli enti religiosi soppressi dopo l'Unità italiana e dai dipinti e cartoni donati dal pittore titolare, che fu tra i più accesi promotori dell'apertura della pinacoteca. Successivamente le collezioni si arricchirono grazie a donazioni da parte delle famiglie nobili della città, che nel corso dei secoli avevano raccolto nei loro palazzi un notevole patrimonio artistico. Acquisizioni mirate hanno infine portato la Pinacoteca alla consistenza attuale.

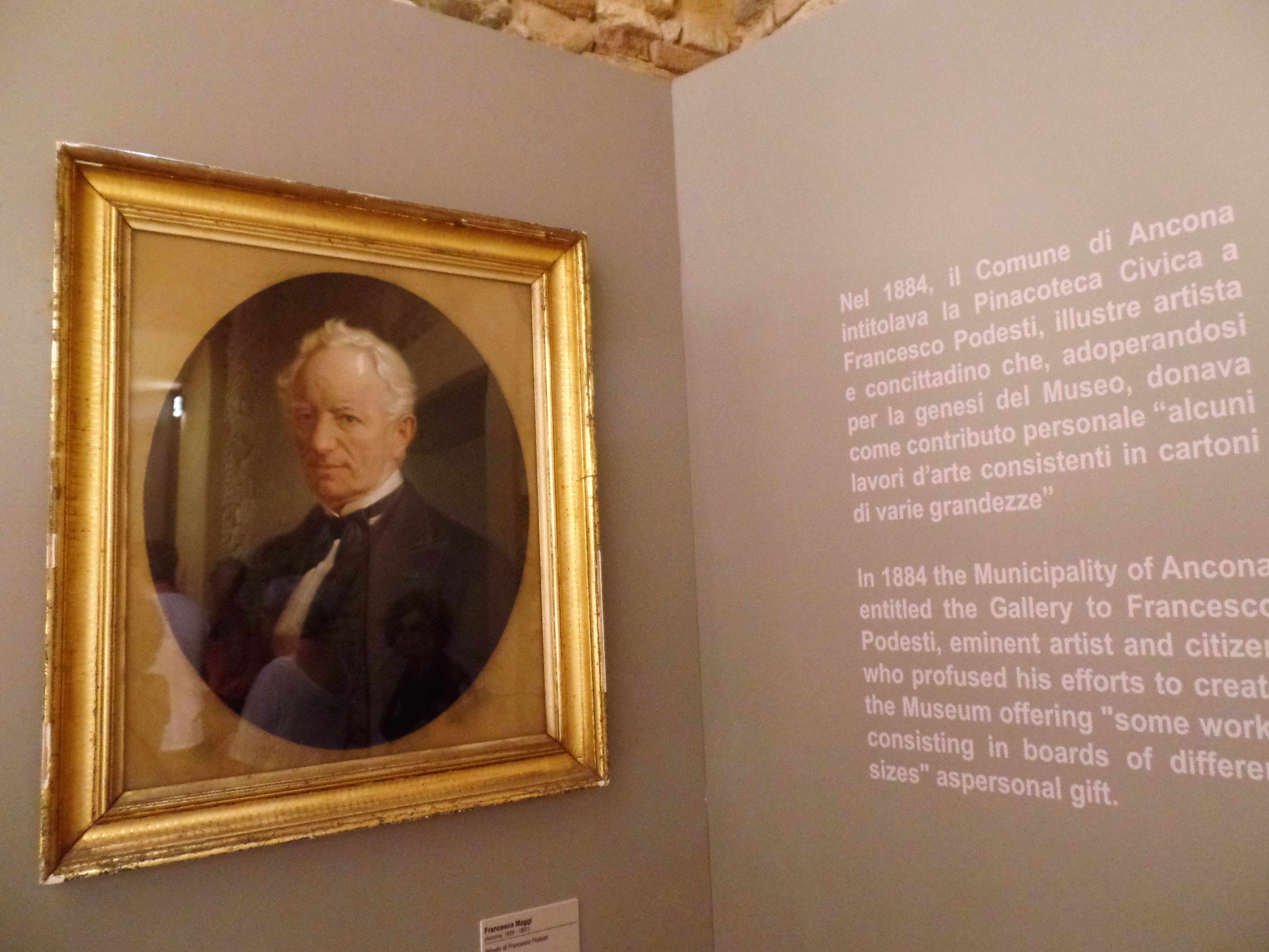
Ritratto di Francesco Podesti di Francesco Maggi, conservato in Pinacoteca.

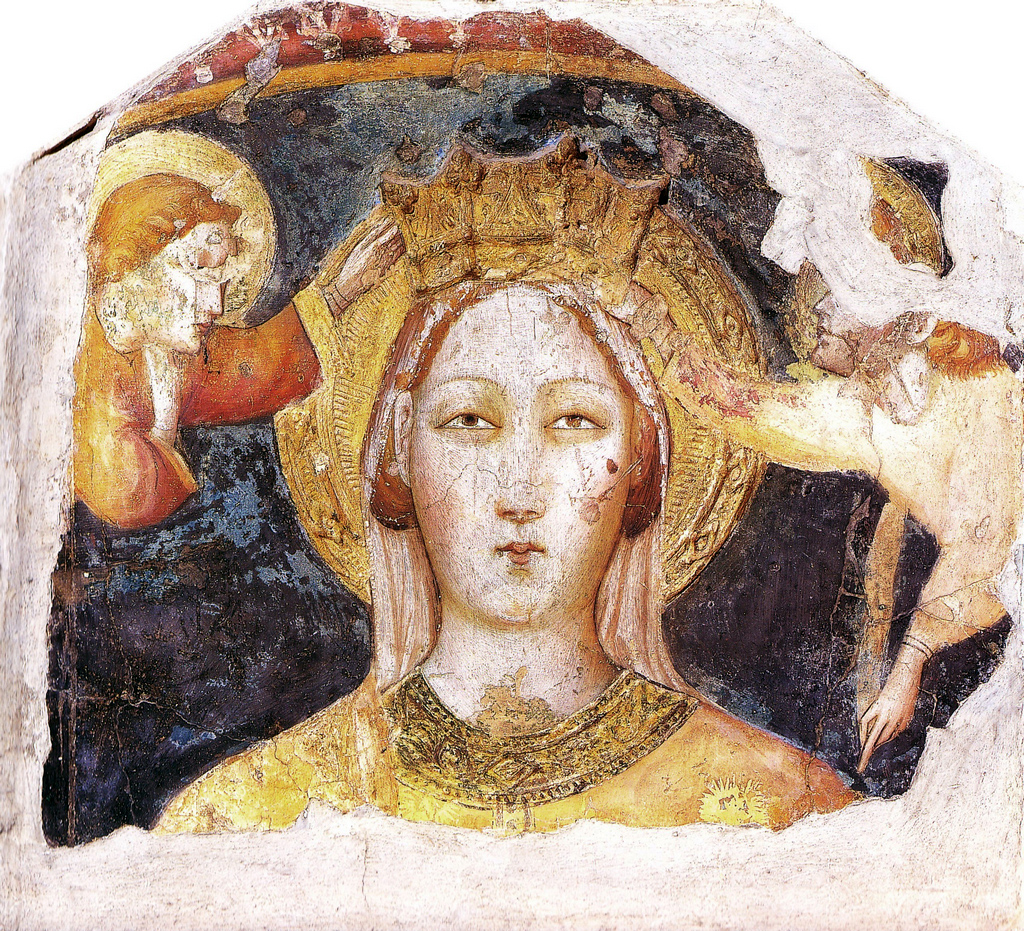
Vergine incoronata, di Olivuccio di Ciccarello.

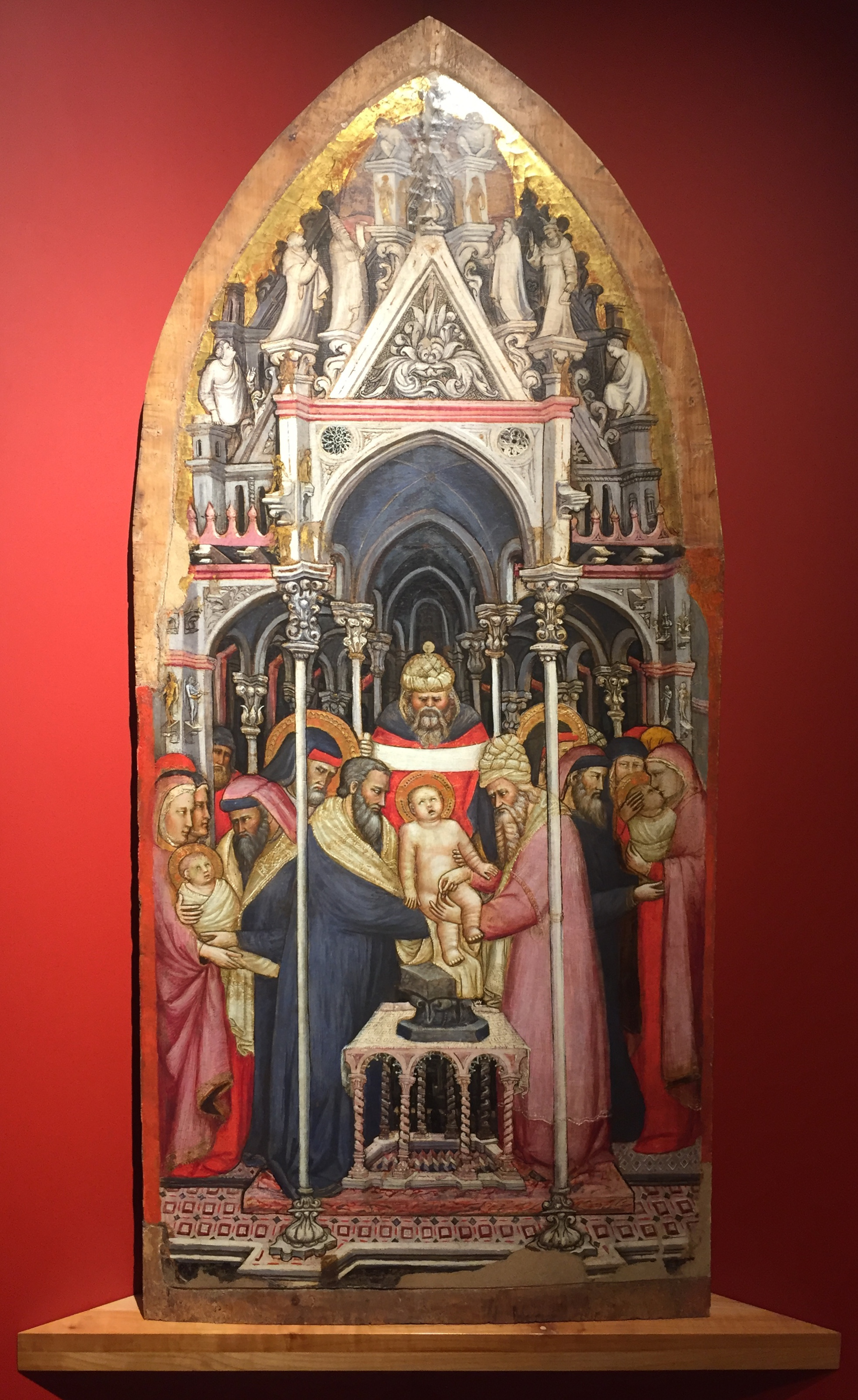
Circoncisione, di Olivuccio di Ciccarello.

Madonna col Bambino, di Carlo Crivelli.

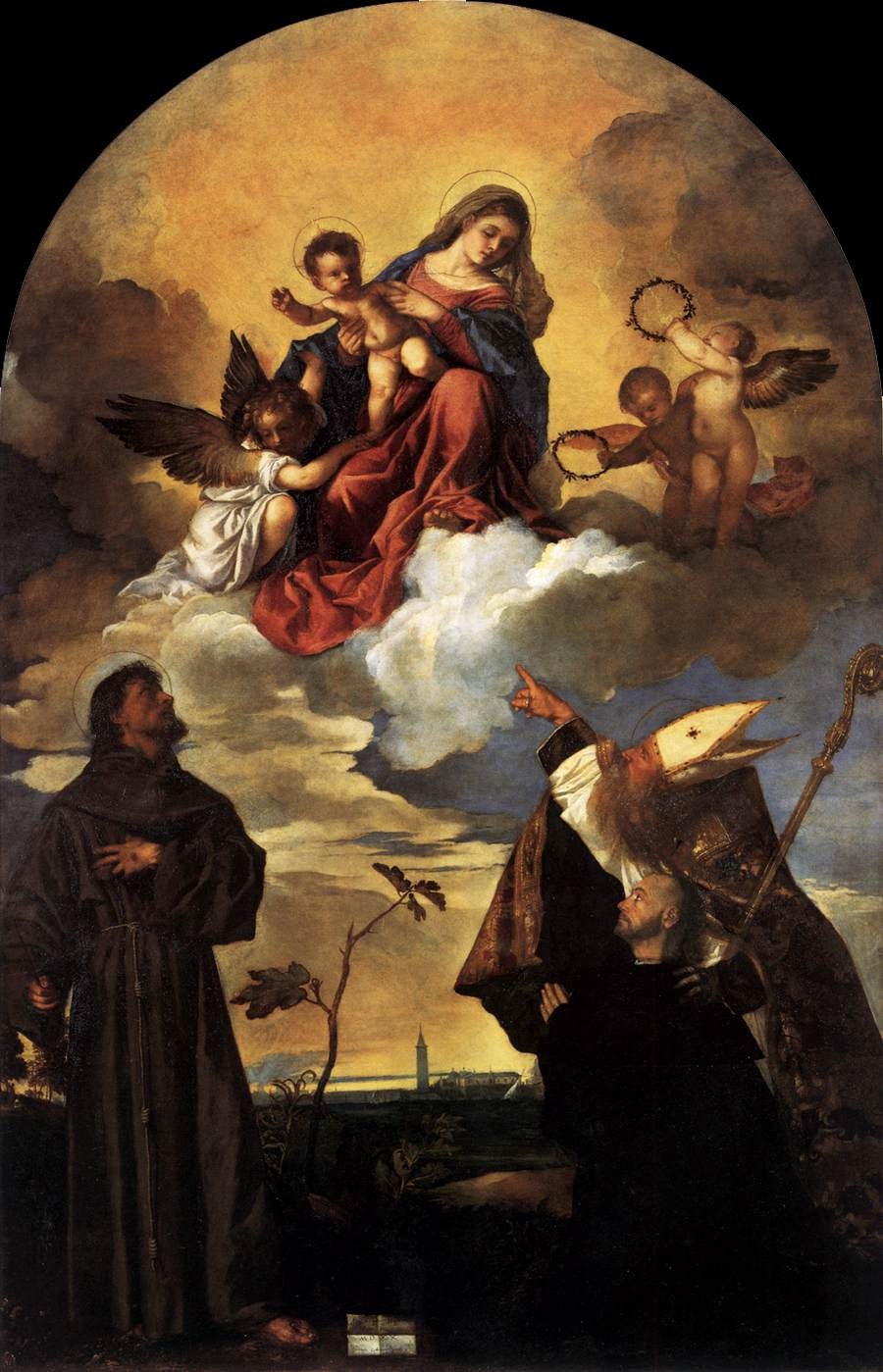
Apparizione della Vergine, di Tiziano.

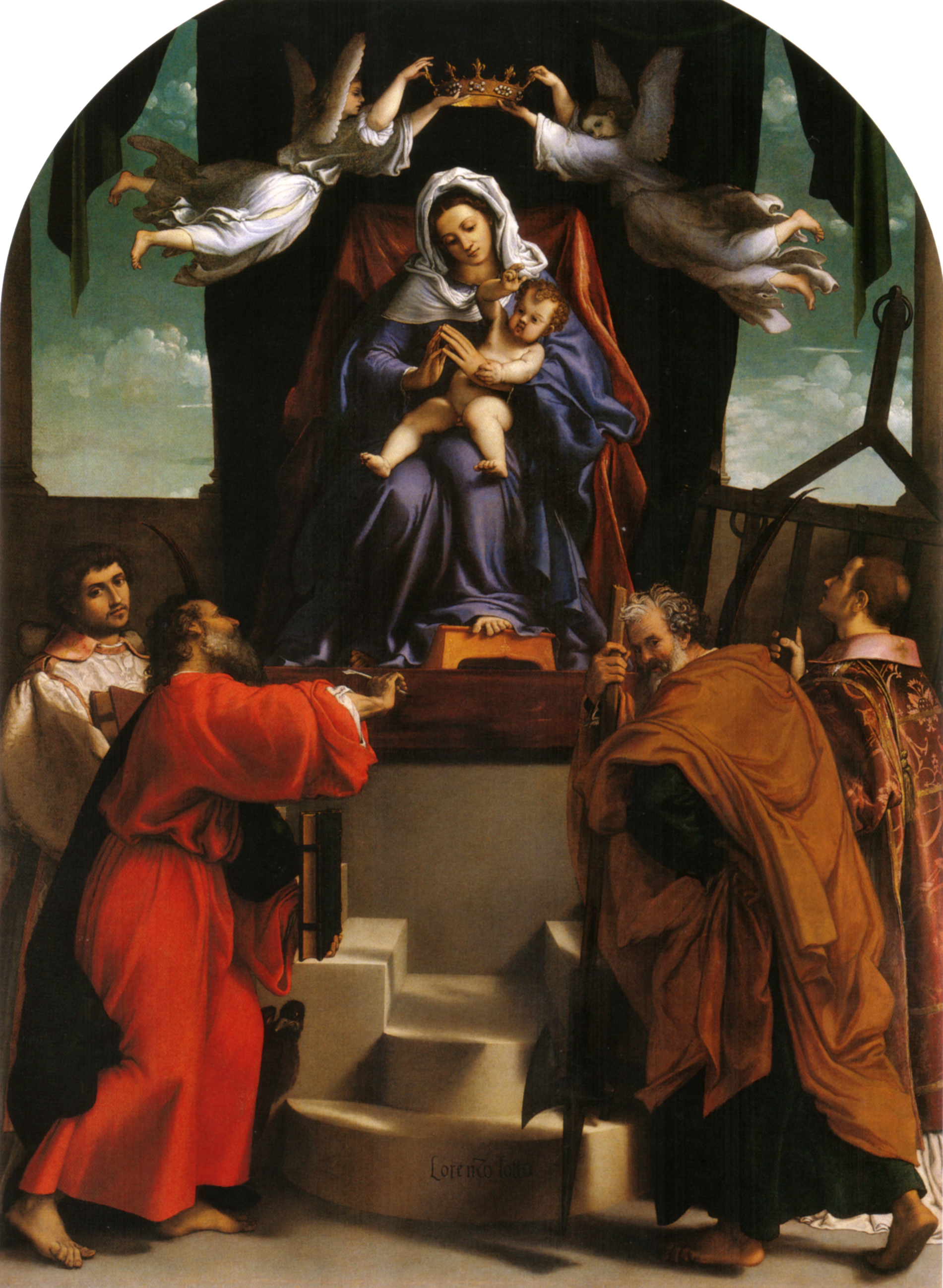
Pala dell'Alabarda, di Lorenzo Lotto.

La prima sede, inaugurata nel 1884, fu l'ex convento di San Domenico; nel 1919 l'allestimento e i lavori di adattamento di questa sede furono progettati e diretti da Federico Federiconi; nei documenti d'epoca è scritto che tali lavori furono curati con "intelligenza e passione viva".
Nel 1927, la pinacoteca fu trasferita all'ex convento di San Francesco alle scale ed aggregata al Museo archeologico nazionale delle Marche, di cui costituiva una sezione. Nel 1940, anno in cui l'Italia entrò nella Seconda guerra mondiale, la pinacoteca fu chiusa e Pasquale Rotondi, soprintendente alle Gallerie delle Marche, sfidando ogni tipo di difficoltà, nascose i maggiori capolavori, insieme a quelli delle altre città delle Marche e di Venezia, nella rocca di Sassocorvaro, per salvarli da razzie e incursioni aeree. Fu un intervento provvidenziale, in quanto la sede della pinacoteca fu distrutta dai bombardamenti del 1943.
Alla fine della guerra, a causa della distruzione della sede, i dipinti della pinacoteca non tornarono in città, ma rimasero alla Galleria nazionale delle Marche di Urbino per tutto il periodo della Ricostruzione; il ritorno di queste opere ad Ancona è stato opera soprattutto del provvidenziale interessamento di Pietro Zampetti, critico d'arte e, per anni, soprintendente alle gallerie delle Marche. Il primo passo compiuto dal professor Zampetti fu compiuto nel 1950, quando tornarono in città i capolavori della collezione civica, in occasione dell'inaugurazione della mostra "Pittura veneta nelle Marche". Il secondo passo fu la riapertura della pinacoteca, nel 1958, ospitata nel medievale Palazzo degli Anziani, lo stesso in cui era stata allestita la grande mostra del 1950. Nel 1973 venne inaugurata la nuova ed attuale sede, Palazzo Bosdari, antica e prestigiosa dimora nobiliare.

## Palazzo Bosdari
La sede della Pinacoteca, Palazzo Bosdari, è di origine medievale. Nel 1550 fu acquistato dalla famiglia Bosdari, originaria di Ragusa, in Dalmazia; a partire dal 1560 fu oggetto di una profonda ristrutturazione, attribuita a Pellegrino Tibaldi.
Dal 2016, gli spazi della Pinacoteca sono stati ampliati con l'acquisto da parte dell'amministrazione municipale di Palazzo Bonomini, adiacente a Palazzo Bosdari, e collegando i due immobili.

## Artisti
Le opere più importanti a livello nazionale sono quelle di Carlo Crivelli, Tiziano, Lorenzo Lotto, Sebastiano del Piombo, Guercino e Carlo Maratta, oltre alla notevole collezione delle opere di Francesco Podesti, che fu uno dei maggiori pittori italiani dell'Ottocento e il più acceso promotore dell'istituzione della pinacoteca.
Fondamentale per lo studio della pittura nelle Marche è il nucleo di dipinti di Olivuccio di Ciccarello, figura principale della scuola di pittura di Ancona, che fiorì tra Trecento e Quattrocento; importante anche la presenza di opere di Andrea Lilli.

### Opere maggiori
Dipinti esposti in sede
- Olivuccio di Ciccarello, Circoncisione, 1430-1439 circa
- Olivuccio di Ciccarello, Dormitio Virginis, 1400-1410 circa
- Olivuccio di Ciccarello, Vergine incoronata (frammento di affresco)
- Carlo Crivelli, Madonna col Bambino, 1480 circa
- Tiziano, Apparizione della Vergine, 1520
- Tiziano, Crocifissione (in deposito dalla chiesa di San Domenico);
- Lorenzo Lotto, Pala dell'Alabarda, 1539
- Sebastiano del Piombo, Ritratto di Francesco Arsilli, 1520-1525 circa
- Andrea Lilli, Quattro Santi in estasi con Angeli musicanti, proveniente dalla Chiesa di San Francesco ad Alto, 1598 circa[13]
- Andrea Lilli, Veduta di Ancona (frammento di pala d'altare)
- Andrea Lilli, Storie di San Nicola da Tolentino in undici quadretti
- Andrea Lilli, Il Crocifisso fra San Giovanni Battista e San Nicola da Tolentino
- Andrea Lilli, L'incredulità di San Tommaso
- Il Guercino, Santa Palazia
- Il Guercino, Immacolata Concezione, 1656
- Carlo Maratta, Madonna col Bambino tra i santi Nicola di Bari, Francesco di Sales e Ambrogio, 1672
- Francesco Podesti, Il Giuramento degli Anconetani, 1844-1847.
- Francesco Podesti, Ritratto dei marchesi Busca
- Francesco Podesti, Eteocle e Polinice
- Francesco Podesti, Torquato Tasso alla corte di Ferrara
- Francesco Podesti, Angelica liberata da Ruggiero
- Francesco Podesti, collezione di splendidi cartoni preparatori degli affreschi che il pittore eseguì a Roma e Milano.

Dipinti collocati fuori sede
Si segnalano per la loro importanza i seguenti dipinti di proprietà della Pinacoteca e collocati in altre sedi cittadine:
- Lorenzo Lotto, Assunzione della Vergine (nella chiesa di San Francesco alle Scale);
- Il Guercino, Annunciazione (nella chiesa di San Domenico);
- Orazio Gentileschi, Circoncisione (nella Chiesa del Gesù);
- Andrea Lilli, Angeli che trasportano la Santa Casa di Loreto (nella chiesa di San Francesco alle Scale);
- Pellegrino Tibaldi, Battesimo di Cristo  (nella chiesa di San Francesco alle Scale);
- Luigi Vanvitelli, Nuovo lazzaretto di Ancona dalla parte che s'introducono le mercanzie, disegno acquarellato, 48x71 cm, (nel Museo della Città di Ancona);
- Luigi Vanvitelli, Porta del nuovo molo o sia del braccio del porto di Ancona, disegno acquarellato, 47,5x61 cm, (nel Museo della Città di Ancona).

Tra le stampe sono da segnalare:
- Giovan Battista Piranesi, Arco di Traiano in Ancona, acquaforte, 19x33 cm (nel Museo della Città di Ancona);
- Giuseppe Vasi, Veduta di Ancona col lazzaretto, acquaforte, 69,5x145 cm (nel Museo della Città di Ancona).

### Altre opere notevoli
Altri importanti autori presenti con le loro opere nella pinacoteca sono elencati di seguito, con le loro opere.
- sec. XVII

Giacinto Brandi (Visione della Croce); Angelo Caroselli (La negromante); Pomarancio (attribuito - Adorazione dei Re Magi); Domenichino (S. Andrea apostolo); il Sassoferrato (due dipinti dal medesimo soggetto: Madonna orante); lo Spadarino (Elemosina di San Tommaso da Villanova), Ciro Ferri (Matrimonio mistico di Santa caterina d'Alessandria); Antonio Tempesta (Caccia al cinghiale); Antonio Zanchi (Isacco e Giacobbe).
- sec. XVIII

Domenico Corvi (San Nicola da Tolentino e il beato Antonio da Amandola intercedono per le anime del Purgatorio o Pala del suffragio); Francesco Foschi (Paesaggio).

### Sculture medievali
La Pinacoteca possiede una serie di bassorilievi medievali di Margaritone d'Arezzo, risalenti al XIII secolo, che originariamente decoravano la facciata del Palazzo degli Anziani: Dio Padre benedicente; Adamo, Eva e profeti; Sacrifici di Caino e di Abele; Uccisione di Abele; un frammento di lunetta.
Altri bassorilevi della stessa serie sono esposti all'interno del palazzo dal quale essi provengono, altri ancora sono ancora posti nella loro collocazione originaria, sulla facciata.

## Galleria di opere

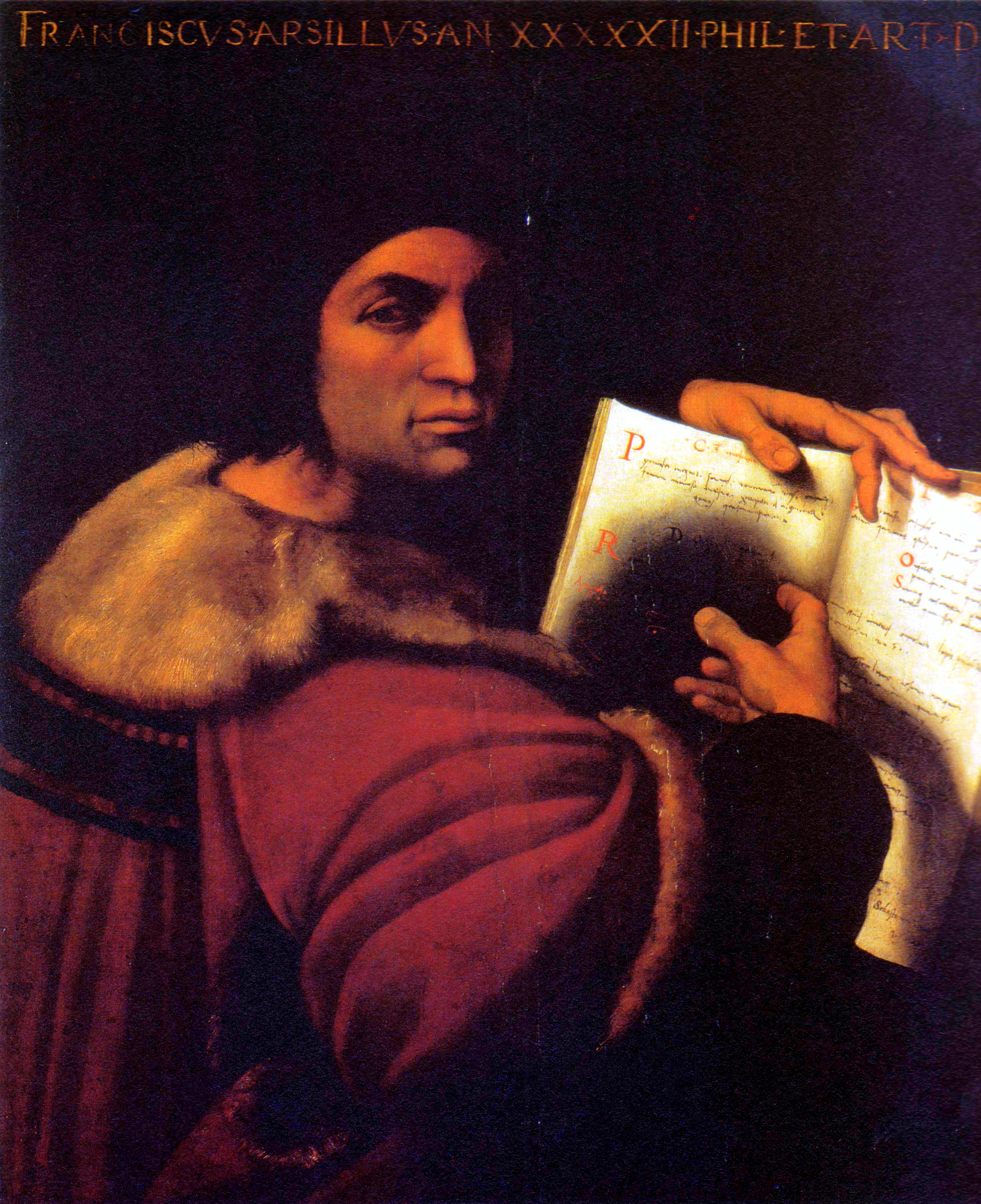
Sebastiano del Piombo, Ritratto di Francesco Arsilli
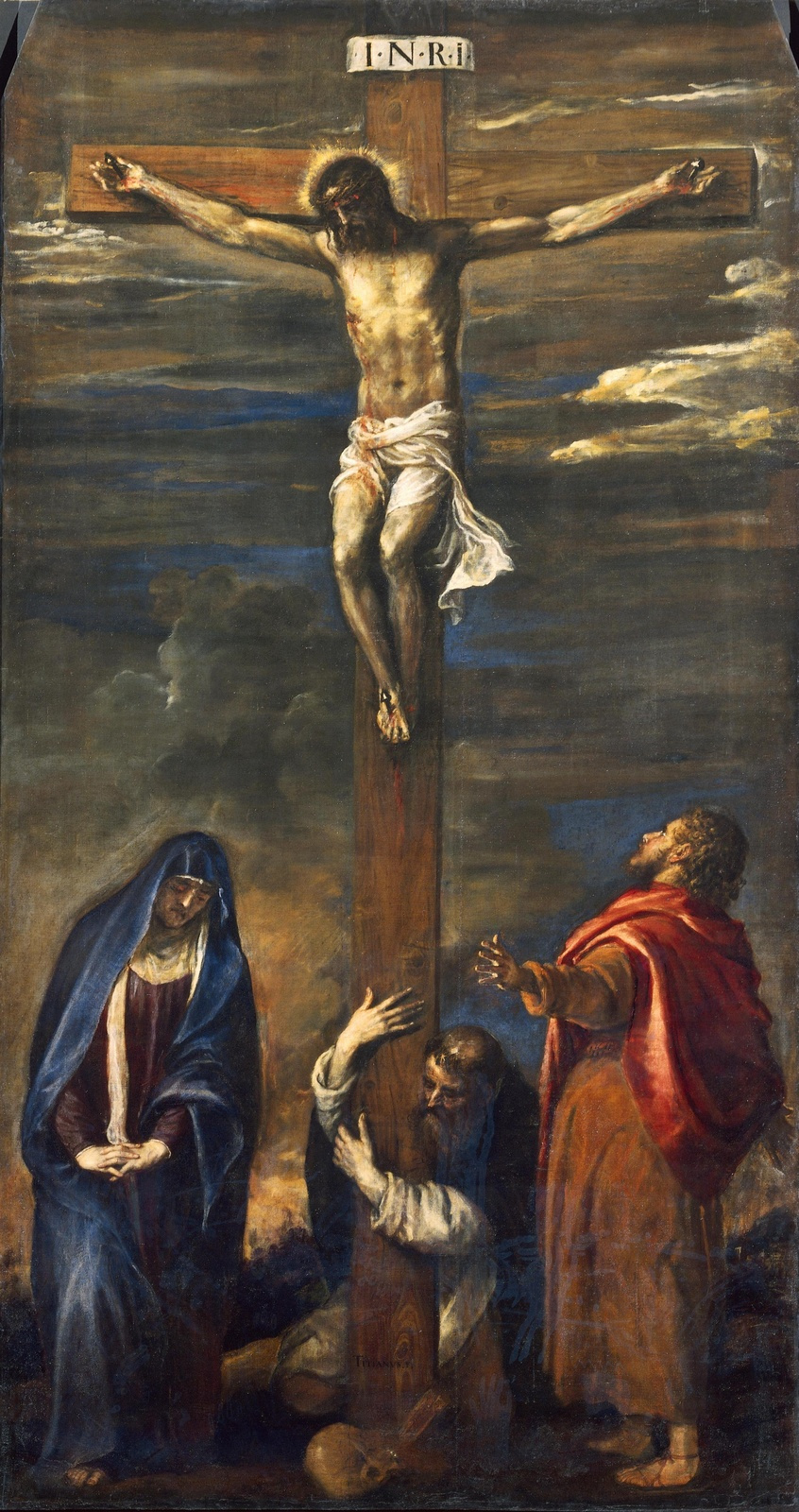
Tiziano, Crocifissione
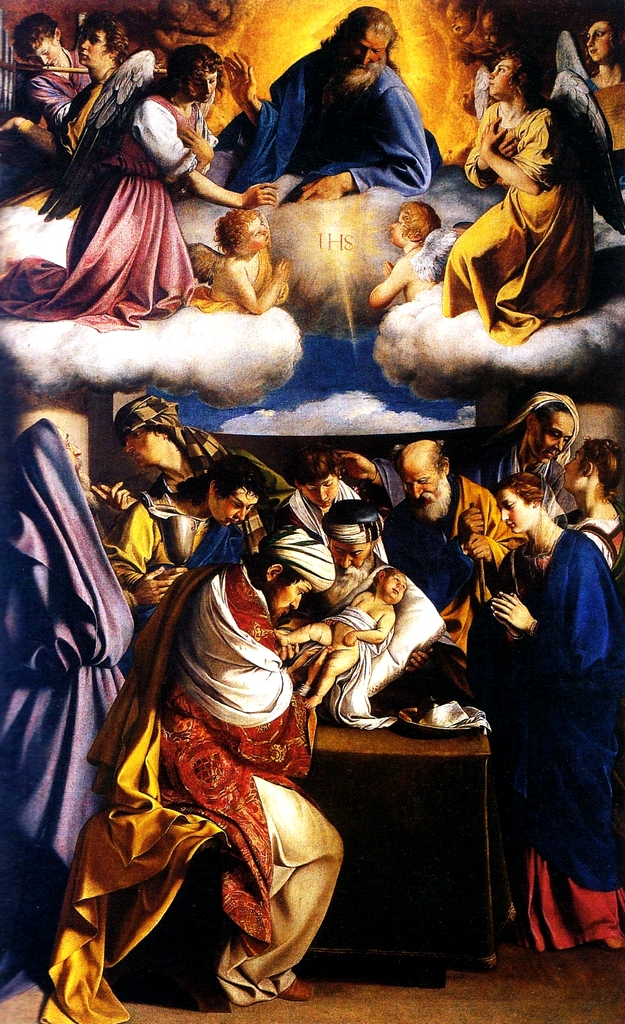
Orazio Gentileschi, Circoncisione
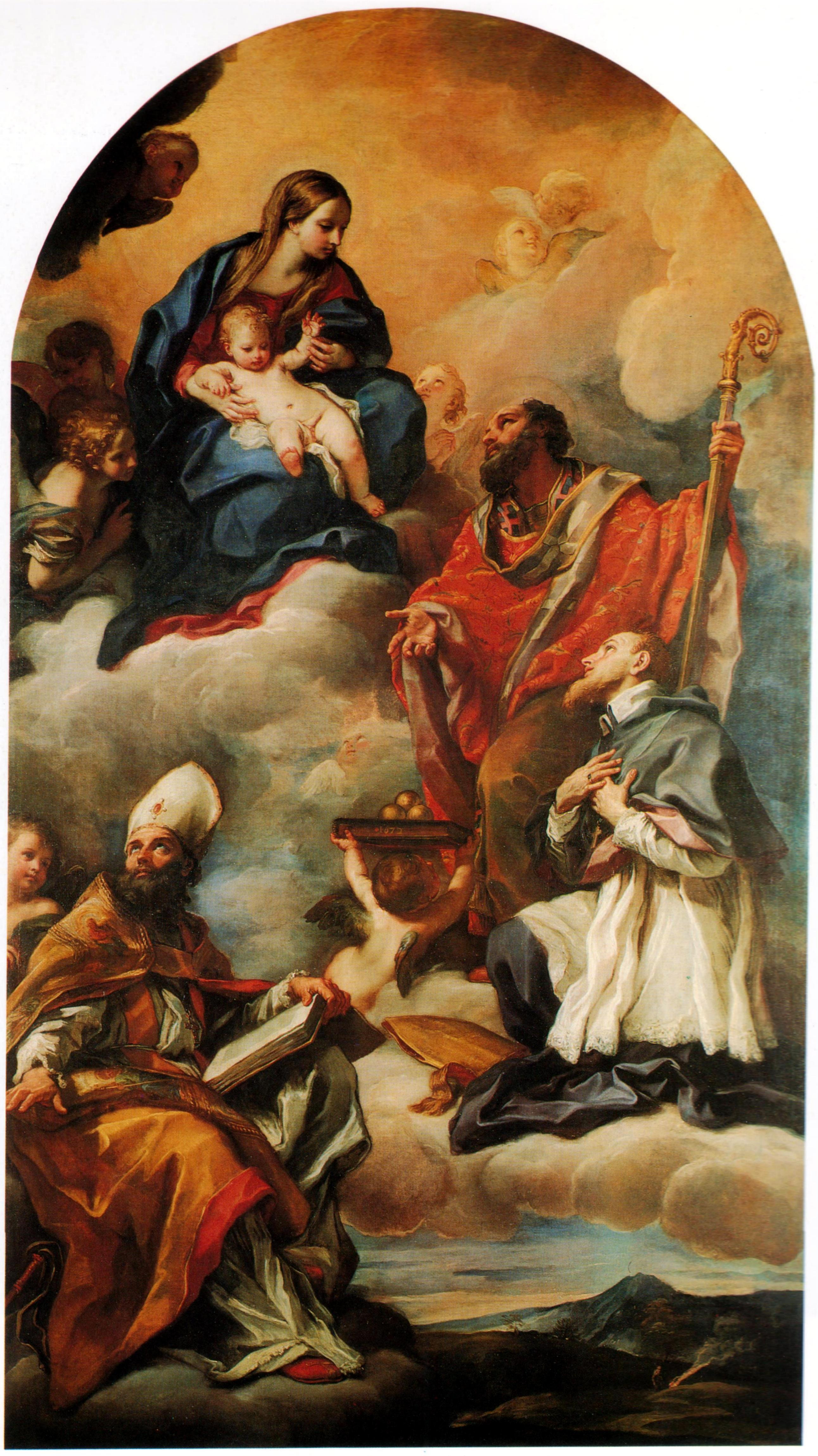
Carlo Maratta, La vergine con Bambino e i santi Ambrogio, Francesco di Sales e Nicola
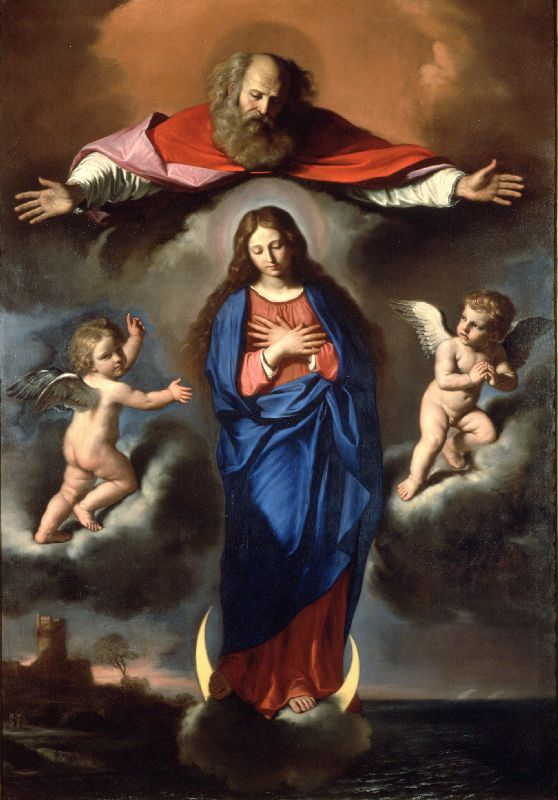
Guercino, Immacolata Concezione
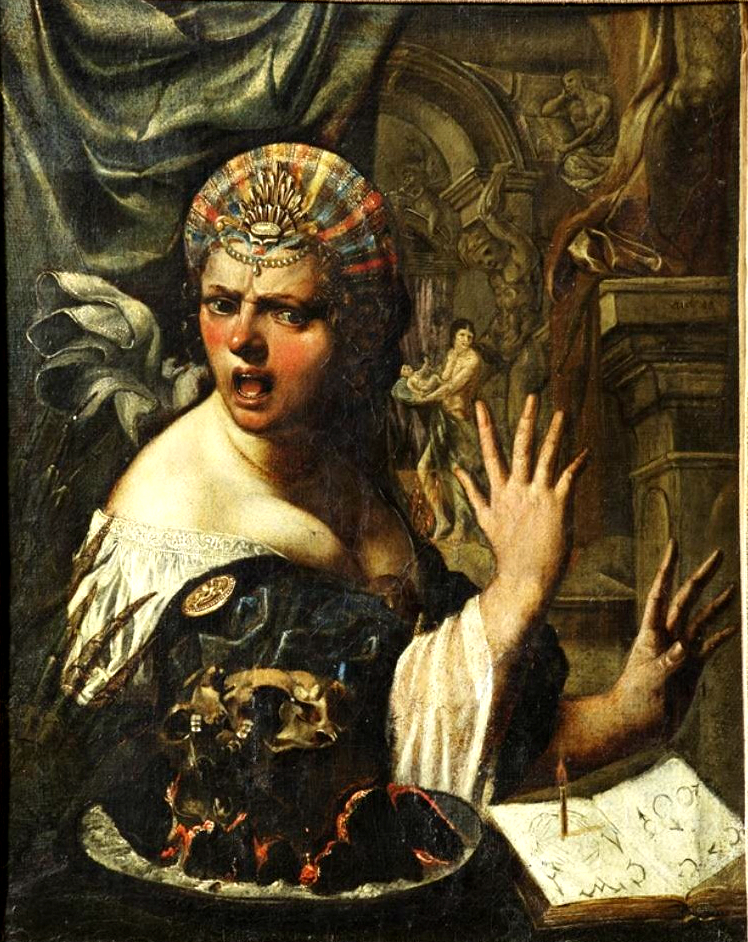
Angelo Caroselli, La negromante

## Galleria di Arte Moderna

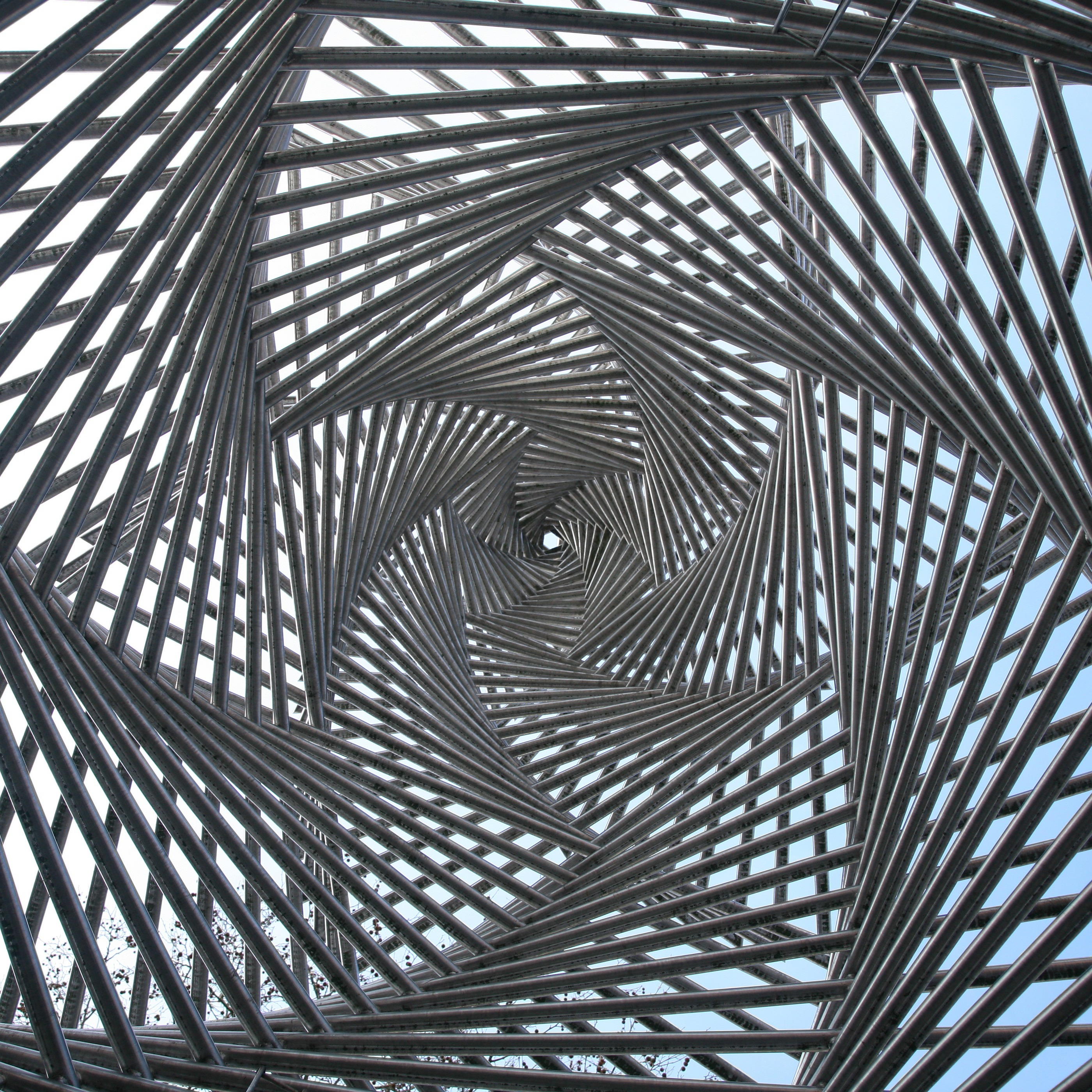
Monumento commemorativo della Notte dei cristalli a Gottinga; è un'opera di Corrado Cagli il cui modello è conservato nella Pinacoteca.

Palazzo Bosdari accoglie anche la Galleria d'Arte Moderna, fondata nel 1967 e originariamente dotata di una sede propria: Palazzo Mengoni-Ferretti, a Piazza del Papa. La collezione, derivante da acquisti e donazioni, si è man mano arricchita grazie ad ulteriori acquisti provenienti dal Premio Marche, che si svolse ad Ancona nel periodo che va dal 1956 al 1998 e che poi ha ripreso a svolgersi nel 2018, con cadenza biennale. Questa manifestazione ha visto la partecipazione di quasi la totalità dei maggiori artisti italiani del secondo Novecento. Nel 1973 venne aggregata alla Pinacoteca, in occasione dell'inaugurazione della sede di Palazzo Bosdari.
È sempre stata afflitta da una grave mancanza di spazio; con la riapertura della pinacoteca, prevista per l'autunno del 2025, anche la collezione d'arte moderna potrà godere di nuovi spazi espositivi (si veda la sezione "Ampliamento degli spazi espositivi"). 
Dipinti
I più importanti pittori presenti con le loro opere sono: Getulio Alviani, con una delle sue superfici a testura variabile in alluminio, Bruno da Osimo, con nove incisioni, Anselmo Bucci, con due oli di soggetto parigino, Nino Caffè, con una natura morta, Corrado Cagli, con tre dipinti, Massimo Campigli, con un'opera del secondo periodo parigino, Bruno Cassinari, con un dipinto di soggetto marino, Enzo Cucchi, Adolfo De Carolis, con tre xilografie e un disegno, Virgilio Guidi, Carlo Levi, Pio Pullini, Ivo Pannaggi, Orfeo Tamburi, Luigi Veronesi. È presente anche un acuto autoritratto di Amerigo Asciutti, pittore anconitano dell'ultimo Ottocento.
Sculture
Tra le sculture si segnalano le opere di: Remo Bianco, Corrado Cagli, di cui è esposto il modellino del monumento eretto a Gottinga per commemorare la Notte dei cristalli, Aristodemo Costoli, Edgardo Mannucci, Augusto Murer. Inoltre la galleria conserva diversi lavori di Valeriano Trubbiani, tra cui il bozzetto metallico della scultura Mater Amabilis, uno dei monumenti moderni più noti di Ancona, popolarmente detto  "I Rinoceronti", collocato in Piazza Pertini. Sono presenti anche opere degli importanti scultori anconetani Mentore Maltoni e Vittorio Morelli; di quest'ultimo da segnalare è il ritratto di fra' Paolo Mussini, l'artista del primo Novecento del quale Ancona conserva notevoli dipinti nella chiesa dei Cappuccini.

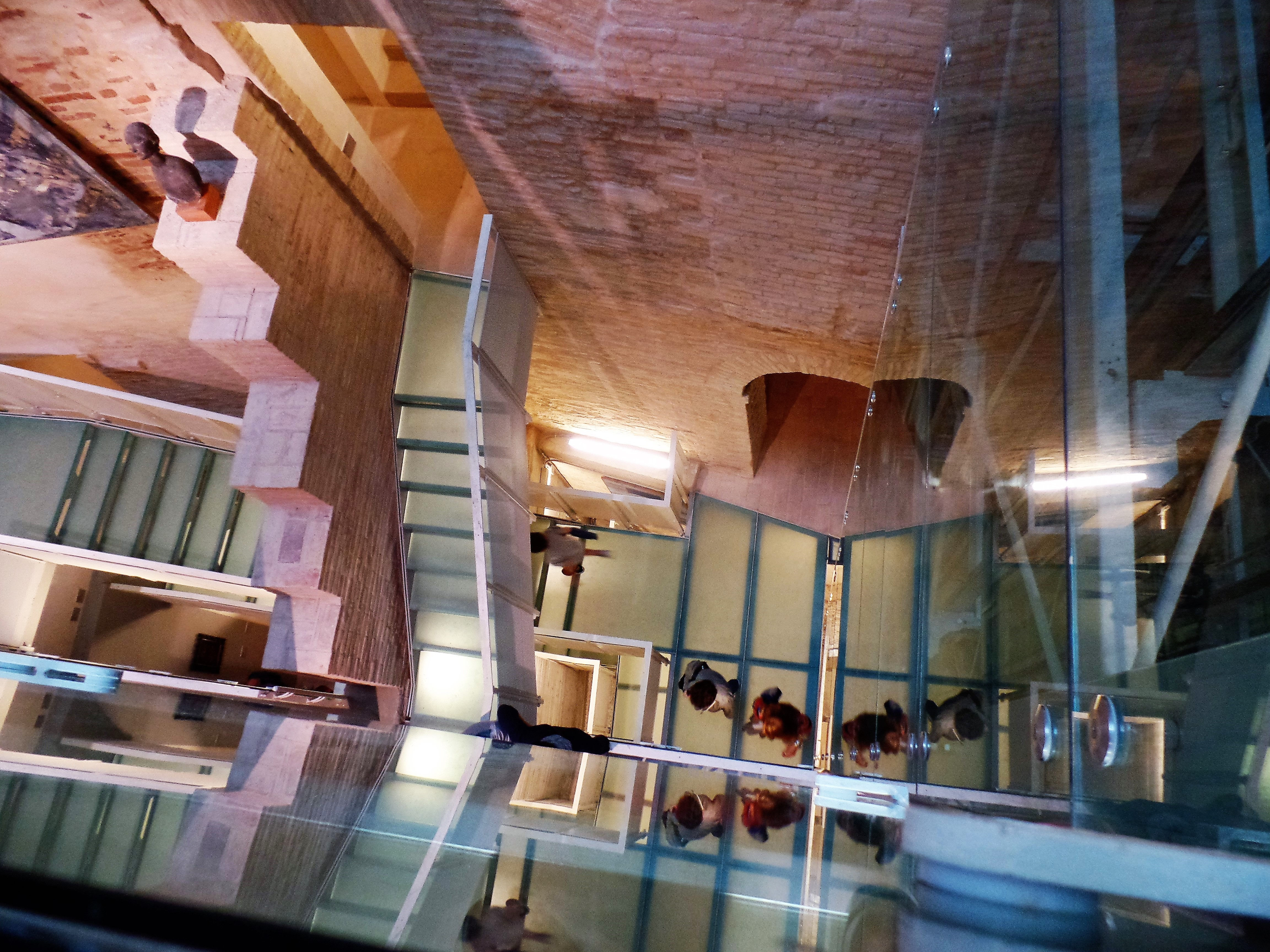
La nuova scala interna, nell'ala di Palazzo Bonomini

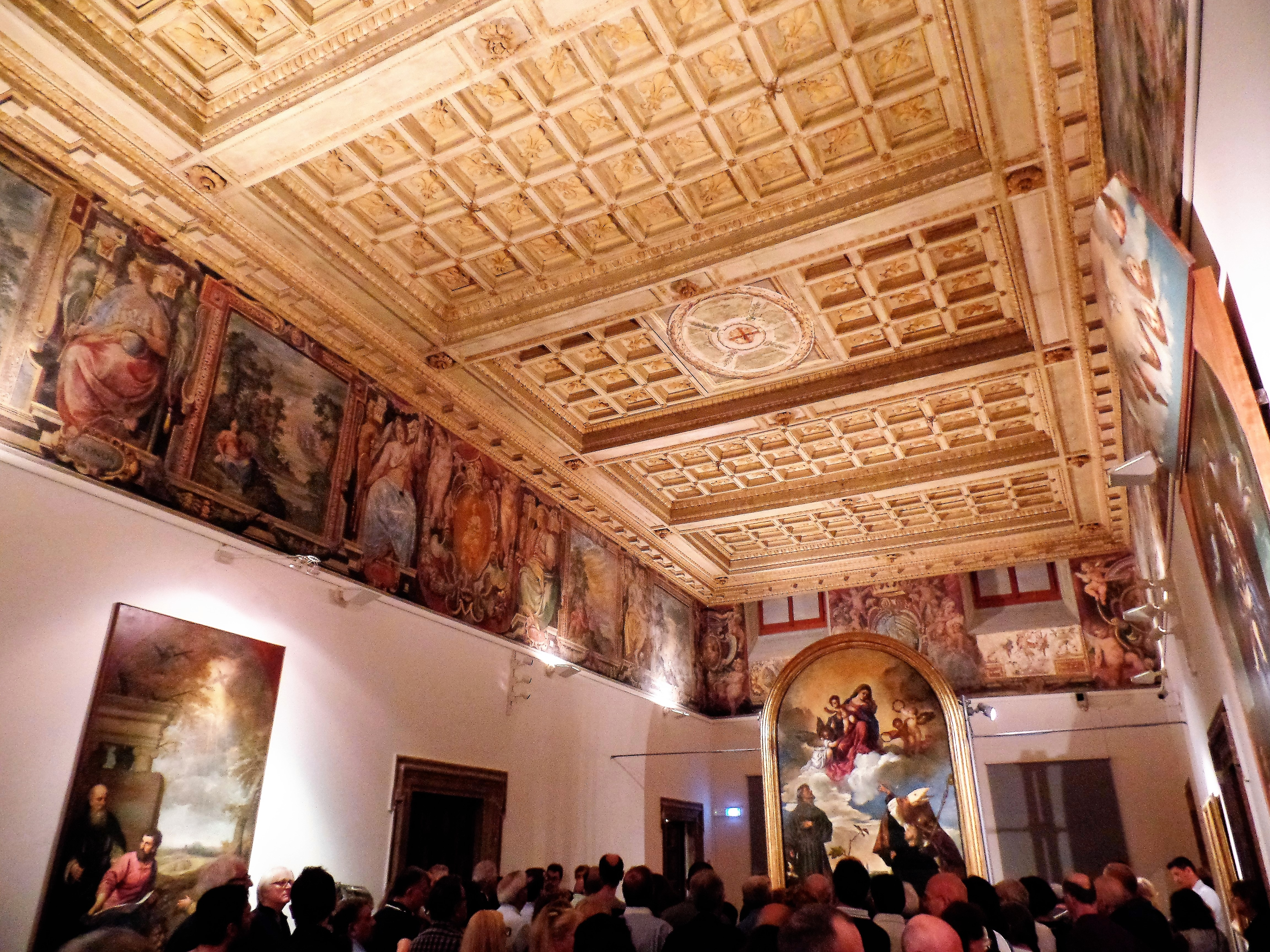
Sala Pietro Zampetti, nell'allestimento del 2016

## Ampliamento degli spazi espositivi

### Il progetto architettonico
Dal primo gennaio 2012 al giugno 2016 la Pinacoteca e la Galleria d'Arte Moderna furono chiuse per permettere il completamento dei lavori di restauro e di ampliamento della sede, ottenuto grazie al collegamento tra Palazzo Bosdari e l'adiacente Palazzo Bonomini, acquistato all'uopo dall'amministrazione municipale. Da decenni, infatti, i più illustri esponenti della cultura cittadina lamentavano la carenza di spazi a Palazzo Bosdari.
Il progetto è degli architetti Anna Giovannini e Patrizia Piatteletti. Insieme all'intervento architettonico, fu curato un nuovo allestimento delle opere, opera degli architetti Massimo Di Matteo e Mauro Tarsetti, caratterizzato da una presentazione affiancata di opere antiche e moderne, legate da temi o suggestioni particolari. Ad esempio, il dipinto ottocentesco Giuramento degli Anconetani di Francesco Podesti, che raffigura l'assedio di Ancona del 1173, era posto in una sala attigua a quella in cui è esposta la scultura contemporanea Stato d'assedio di Valeriano Trubbiani; altro esempio è l'accostamento di ritratti antichi e contemporanei raccolti nella "Sala sguardi".
La superficie di esposizione, che era di circa 2.300 metri quadrati, raggiunse con i lavori di ampliamento i 3.800 metri quadrati. La riapertura era prevista ad ottobre dello stesso anno 2012, ma poi il cantiere si protrasse per quasi cinque anni e portò solo ad una riapertura parziale (tra il 2016 e il 2023), in attesa del completamento dei lavori.
L'ampliamento permise finalmente di dare una risposta all'esigenza di esporre le opere antiche di grandi dimensioni e le opere moderne relegate nei magazzini; inoltre ha reso possibili nuove acquisizioni: si sono ottenute cinque sale in più, uno spazio per le mostre temporanee (nei piani sottostanti al cortile di ingresso) e l'apertura di un nuovo ingresso in vicolo Foschi, a pochi metri dal porto e dalle banchine di ormeggio dei traghetti, per permettere alle migliaia di turisti in attesa di imbarco di visitare le collezioni artistiche in modo più agevole. A seguito dei lavori di ristrutturazione ed ampliamento sono emersi anche alcuni tratti di antiche mura interne ed una torre medievale, entrambe nelle immediate adiacenze del nuovo ingresso di vicolo Foschi
. Dopo la riapertura era previsto il restauro dei dipinti rinascimentali, attribuiti a Pellegrino Tibaldi, che abbelliscono il piano nobile del palazzo.
Dal nuovo ingresso un ascensore di circa ventisei metri di altezza conduce alle sale di esposizione e in futuro permetterà anche di accedere alla torretta della pinacoteca, nella quale verrà allestito un bar con vista panoramica sul porto e sui rioni più antichi della città.

### Riapertura parziale del 2016
Nell'attesa dell'apertura completa, il 9 giugno 2016 erano state riaperte alcune sale, per un totale di 1.350 metri quadrati (650 a Palazzo Bosdari e 700 a Palazzo Bonomini), dove era stata esposta una selezione dei dipinti più importanti, tra cui quelli del Crivelli, del Tiziano, del Lotto, del Guercino e del Gentileschi, secondo l'innovativo allestimento di Massimo Di Matteo e Mauro Tarsetti descritto nella sezione precedente. Un comitato scientifico di volontari, formato dai due ex direttori della pinacoteca Michele Polverari e Costanza Costanzi, dal noto restauratore Carlo Giantomassi e dagli architetti a cui era stato affidato l'allestimento, per due anni aveva collaborato in vario modo con il Comune per la riapertura della Pinacoteca, in modo del tutto volontario.
In occasione della riapertura parziale, è stata trasferita in pinacoteca la monumentale opera di Francesco Podesti Il Giuramento degli Anconetani, originariamente dipinta per il Palazzo degli Anziani, sede comunale. Il dipinto, a cui nell'allestimento Tarsetti-Di Matteo era dedicata una sala realizzata appositamente, raffigura un momento della resistenza della repubblica marinara di Ancona contro l'esercito imperiale di Federico Barbarossa, capitanato da Cristiano di Magonza.

#### Galleria d'immagini - gli spazi dell'ampliamento

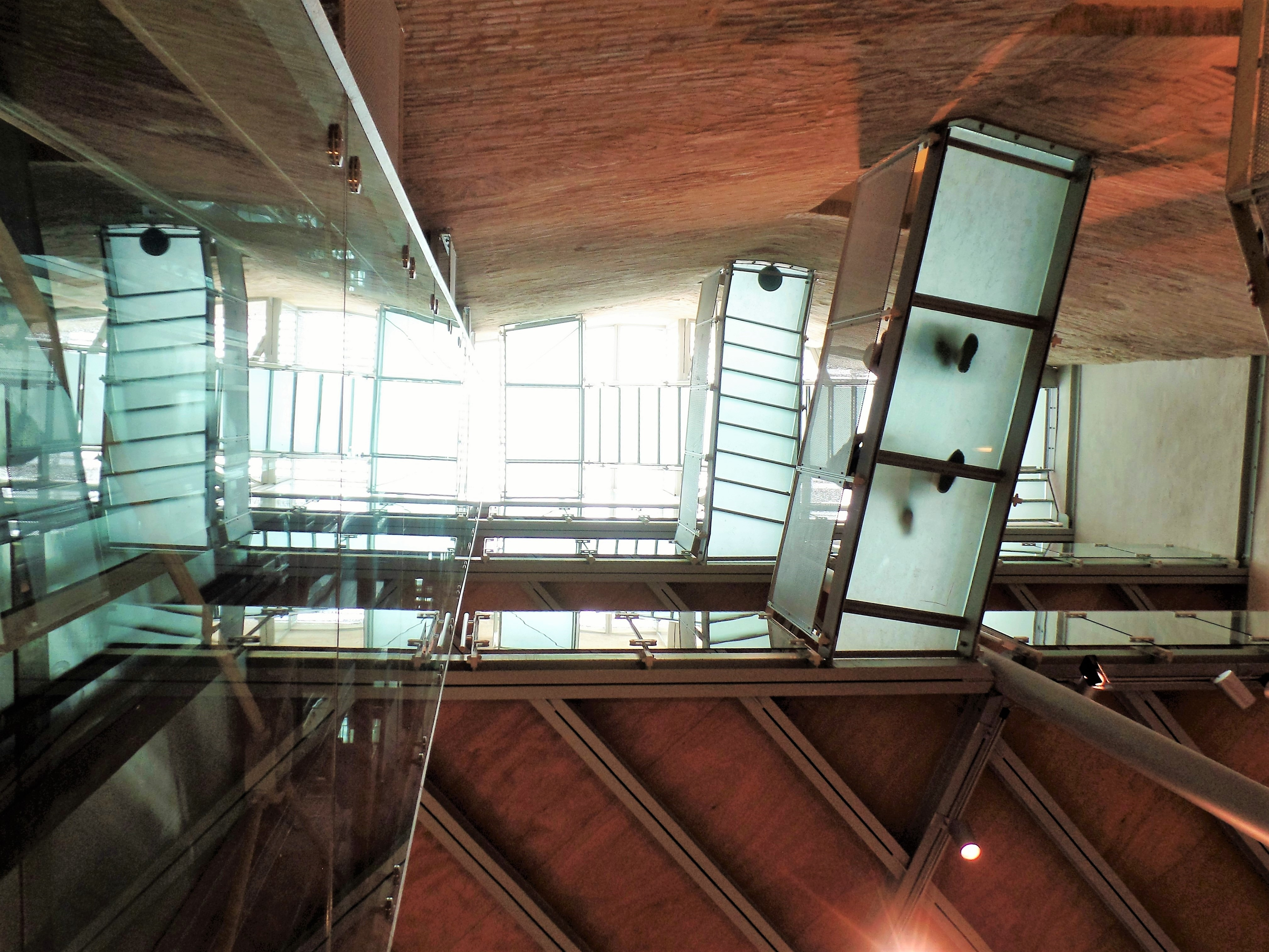
Ala di Palazzo Bonomini, con passaggi sospesi pavimentati in vetro
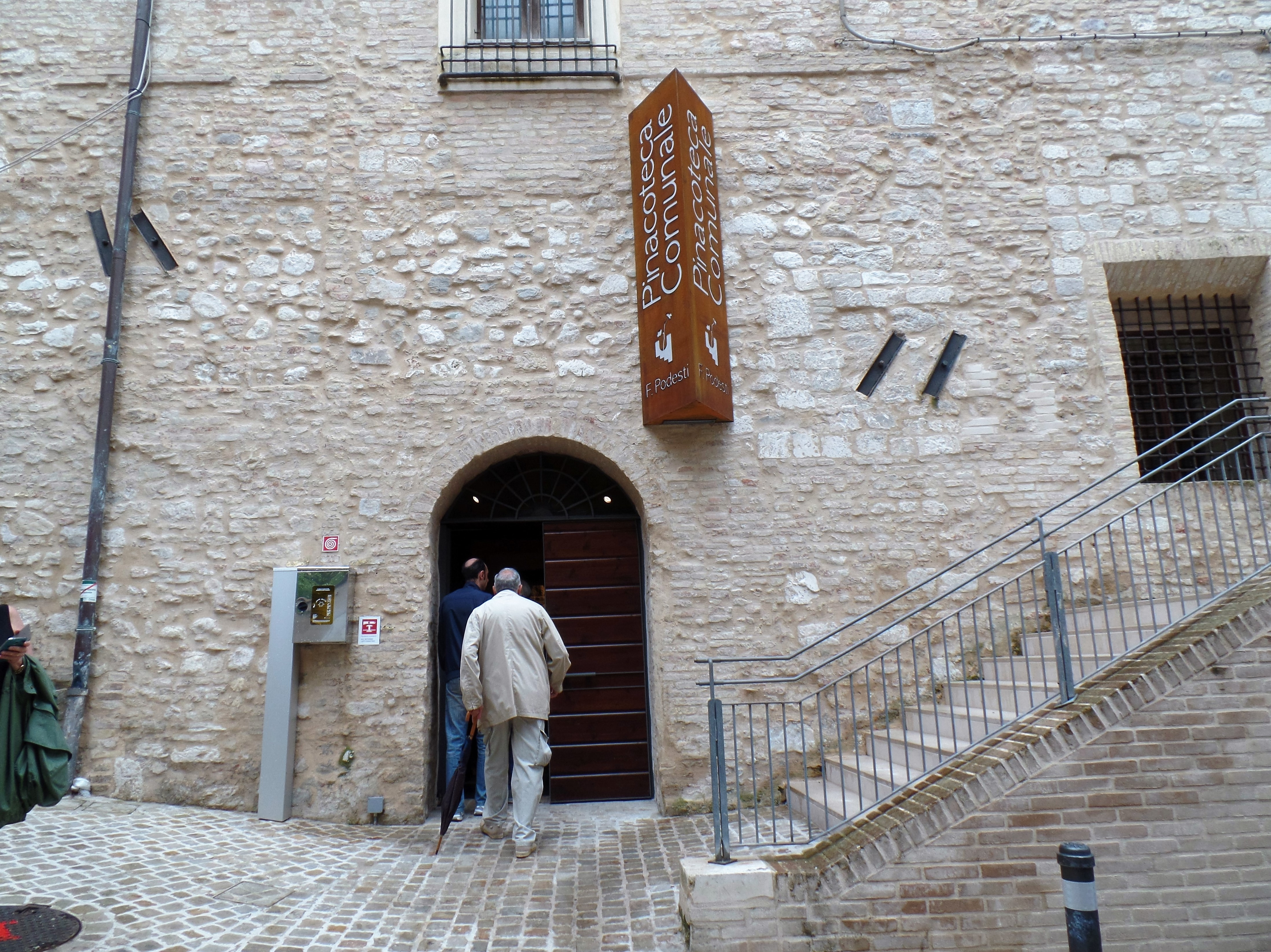
Ingresso da vicolo Foschi
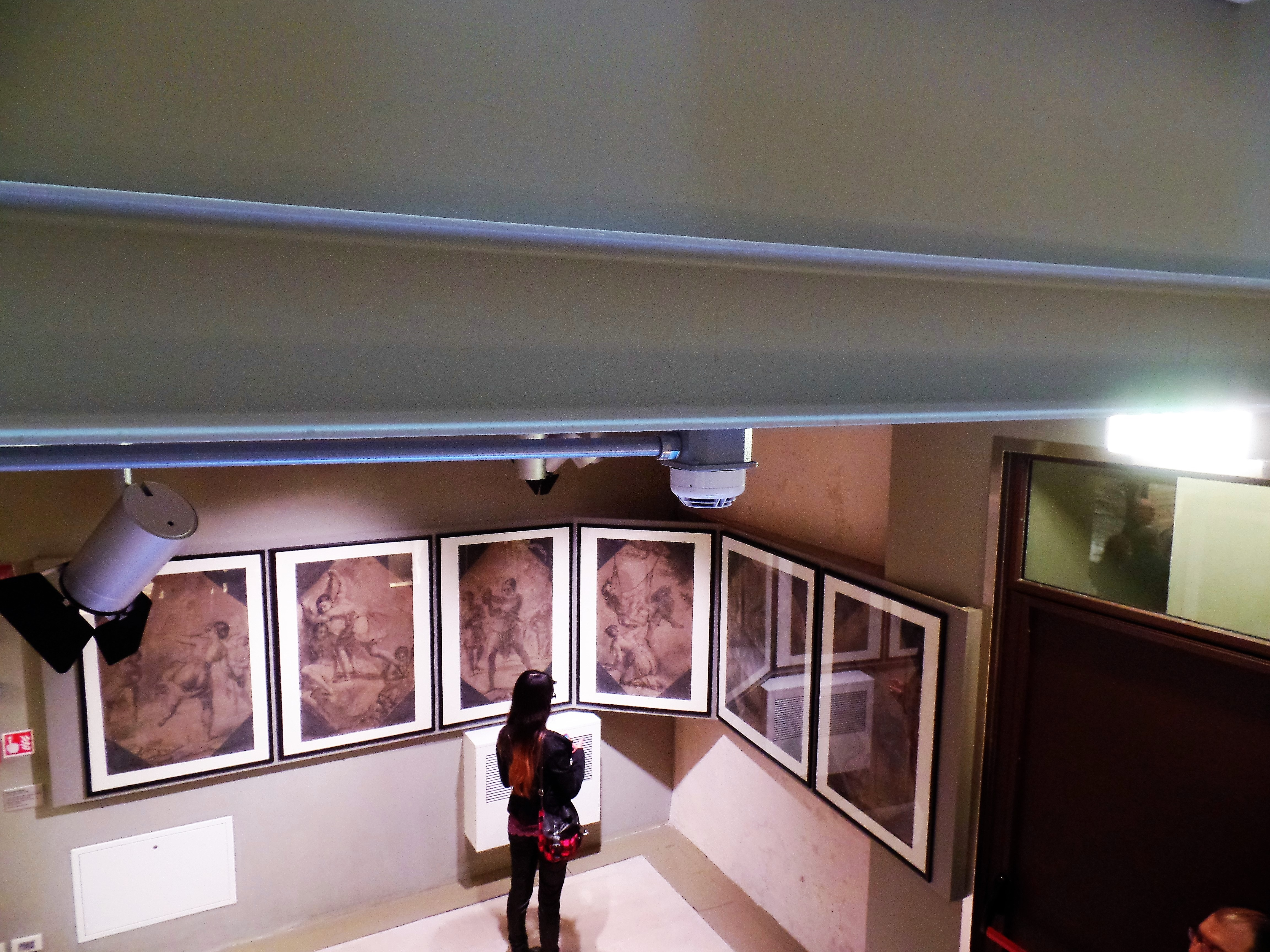
Sala con cartoni di Podesti: Giochi delle giovinette compagne di Diana, eseguiti in preparazione agli affreschi di Palazzo Torlonia (Roma)
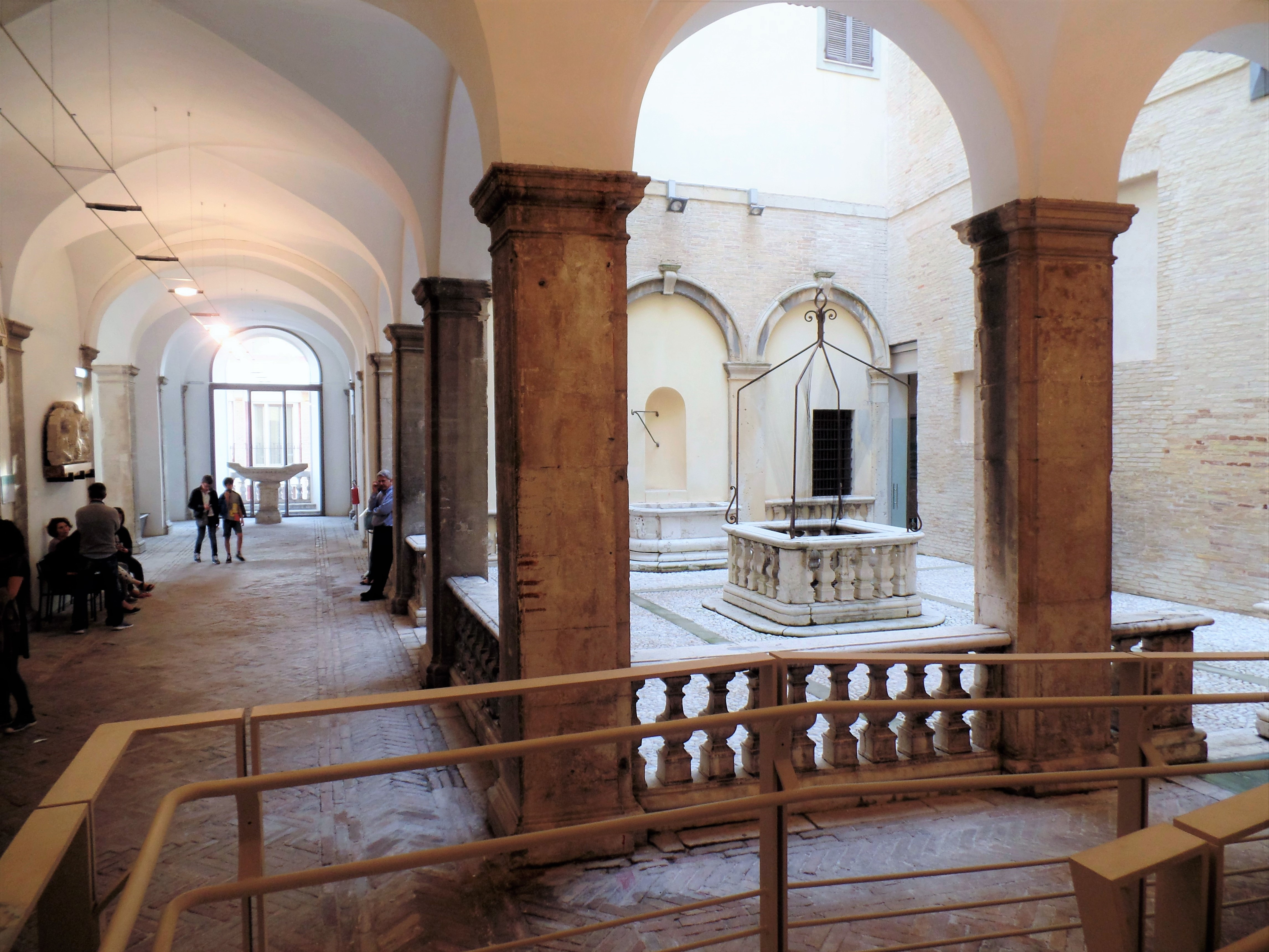
Cortile, a cui si accede direttamente dall'ingresso principale
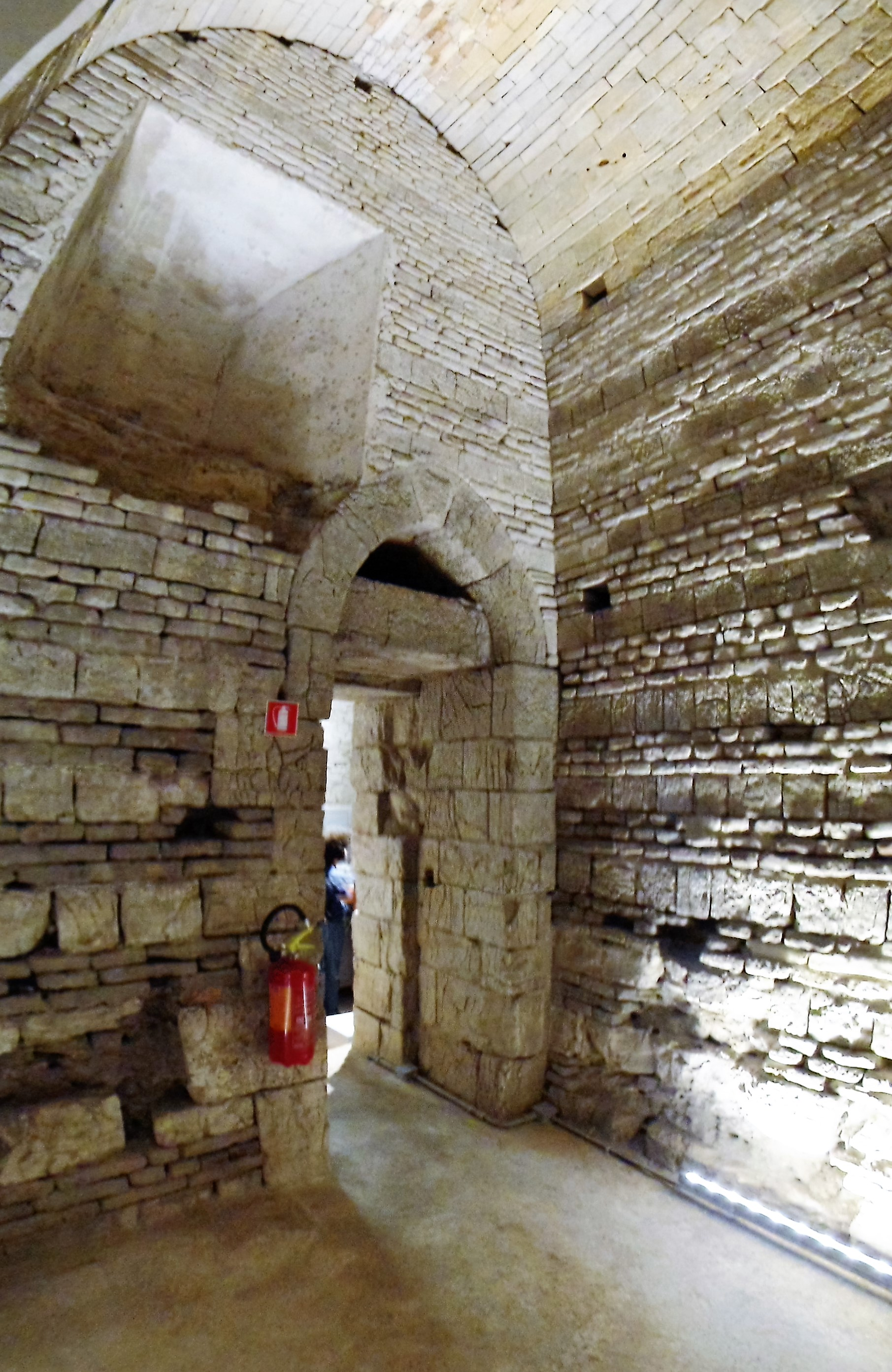
Basamento di torre medievale, riscoperto in occasione dei lavori
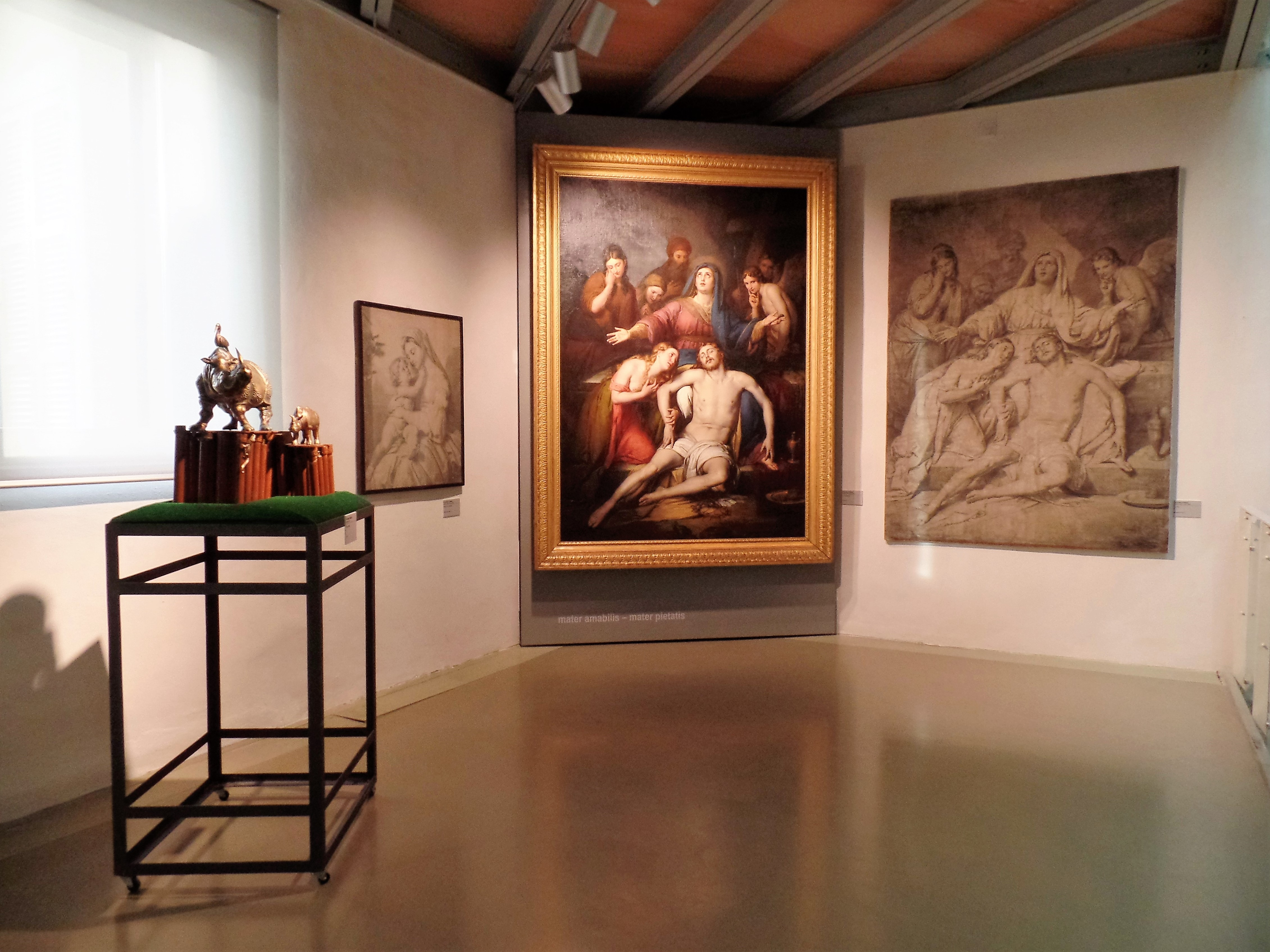
La Deposizione di Podesti con a fianco il cartone preparatorio. A sinistra il modellino della scultura Mater amabilis di Valeriano Trubbiani
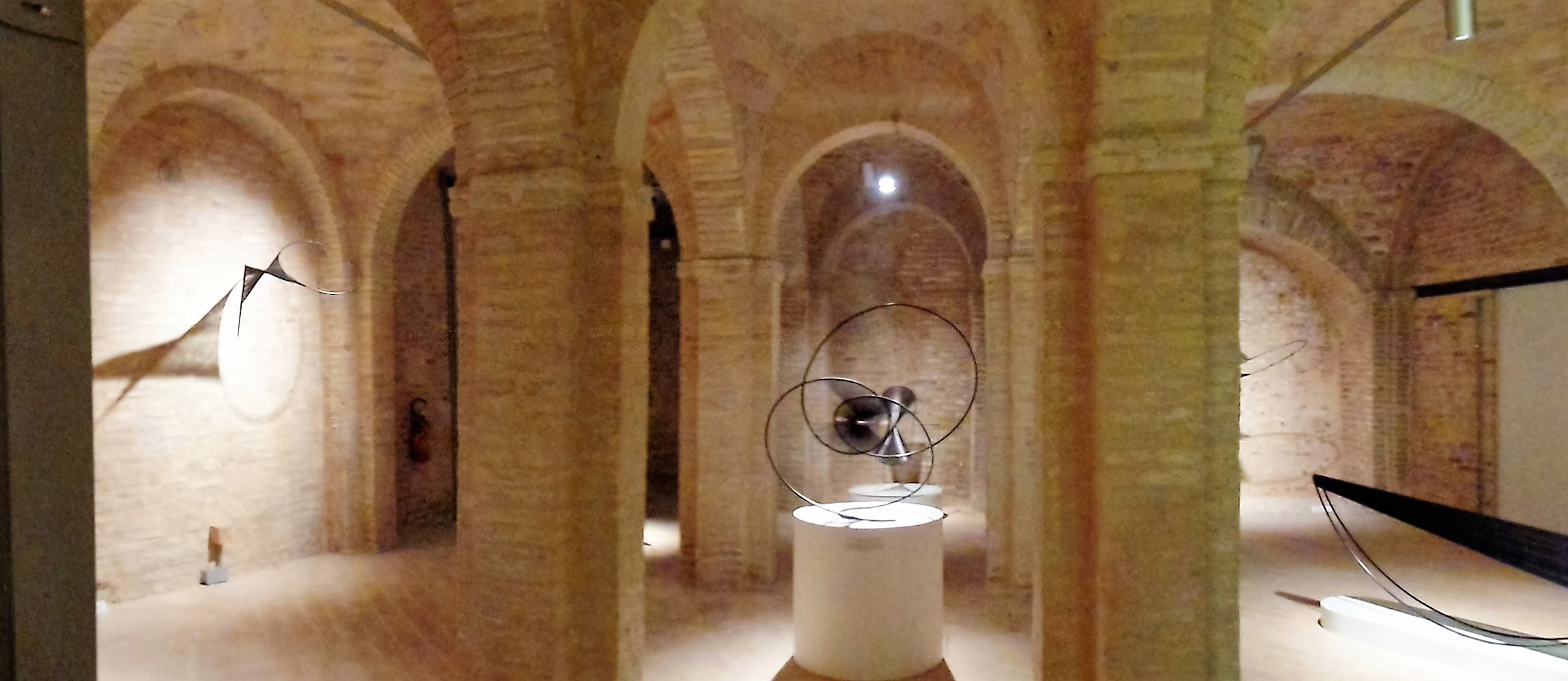
Una sala dedicata all'arte contemporanea

### Nuova chiusura nel 2023 e prospettive future
Nell'ottobre del 2023, a sette anni dalla riapertura parziale, la pinacoteca è stata nuovamente chiusa, per permettere l'esecuzione di nuovi interventi: la riapertura al pubblico del secondo e del terzo piano di Palazzo Bosdari e la messa a norma degli impianti tecnologici del primo, del secondo e del terzo piano, e in particolar modo quello antincendio e quello di climatizzazione. I lavori pemetteranno anche di aprire al pubblico per la prima volta i corrispondenti piani di Palazzo Bonomini, già collegati a Palazzo Bosdari con i lavori del 2012-2016. Gli spazi aperti, o riaperti, saranno utilizzati anzitutto come sale espositive della collezione permanente o per mostre temporanee, ma serviranno anche come aule didattiche, come nuovi depositi delle opere d'arte non destinate all'esposizione e come laboratori di restauro. L'intervento, del costo di 1,29 milioni di euro, di cui 900 000 euro del Fondo europeo per la ripresa, 90 000 del Fondo Opere Indifferibili del Pnrr e 300 000 dal Comune
Era previsto che i visitatori potessero osservare i restauratori all'opera nei loro laboratori, grazie a delle vetrate, e vedere su richiesta le circa seicento opere conservate nei depositi rinnovati; tale intento non si è poi messo in atto, se non per due domeniche.
Durante i lavori di restauro le opere d'arte della pinacoteca sono state traferite nei depositi, tranne i sei dipinti esposti alla mostra "Tiziano, Lotto, Crivelli e Guercino - Capolavori della Pinacoteca di Ancona ", che si è tenuta dal 26 novembre 2024 al 30 marzo 2025 ai Musei Capitolini di Roma. I dipinti esposti alla mostra romana furono la Circoncisione di Olivuccio di Ciccarello, la Madonna col Bambino di Carlo Crivelli, l'Apparizione della Vergine di Tiziano, la Crocifissione di Tiziano, la Pala dell'Alabarda di Lorenzo Lotto e l'Immacolata del Guercino.
La riapertura della pinacoteca era stata dapprima prevista per l'ottobre del 2024, ma in quella data i lavori non erano ancora terminati e si prevede che i visitatori potranno nuovamente vedere le collezioni solo nell'autunno del 2025.